# 堀場亮佑
堀場 亮佑（ほりば りょうすけ、1989年12月26日 - ）は、日本の男性ナレーター。

## 出演

### ナレーション

#### テレビ番組
- テレビ朝日「お願い!ランキング」
- TBS 「スーパーサッカー」
- TBS 「NEWS23」
- フジテレビ 「人生のパイセンTV」
- フジテレビ 「FNSソフト工場」（2015年）
- テレビ東京 「チャージ730!」
- フジテレビ 「めざまし8」（2021年）
- BS日テレ「独占SPORTSチャンネル」（2022年）

### ネット番組
- ガチンコ ザ ホルモン〜コッテリの継承者たち〜（YouTube、2019年3月 - 5月）- ナレーション